# Rodrigo Pérez
Rodrigo Pérez (Rancagua, 19 de agosto de 1973) é um ex-futebolista chileno que atuava como defensor.

## Carreira
Rodrigo Pérez integrou a Seleção Chilena de Futebol na Copa América de 1995 e 2004.